# Ếch suối
Sylvirana nigrovittata là một loài ếch trong họ Ranidae. Loài này có ở Campuchia, Trung Quốc, Ấn Độ, Indonesia, Lào, Malaysia, Myanmar, Thái Lan, Việt Nam, và có thể Bangladesh.
Các môi trường sống tự nhiên của chúng là các khu rừng ẩm ướt đất thấp nhiệt đới hoặc cận nhiệt đới, rừng mây ẩm nhiệt đới và cận nhiệt đới, và sông. Nó không được xem là bị đe dọa theo IUCN.